# Thlaspi macrophyllum
Thlaspi macrophyllum là một loài thực vật có hoa trong họ Cải. Loài này được Hoffm. miêu tả khoa học đầu tiên năm 1808.